# Cratere Abbe
Abbe è un cratere lunare intitolato al fisico, matematico e industriale tedesco Ernst Abbe; è situato nell'emisfero meridionale della faccia nascosta del satellite, poco più a sud del cratere Hess e ad est del cratere Poincaré.
La parete rocciosa che circonda Abbe appare erosa e ricca di piccoli crateri, prevalentemente nel lato rivolto ad occidente. Il fondo del bacino è relativamente liscio e povero di crateri.

## Crateri correlati
Alcuni crateri minori situati in prossimità di Abbe sono convenzionalmente identificati, sulle mappe lunari, attraverso una lettera associata al nome.
| Abbe | Coordinate             | Diametro (in km) |
| ---- | ---------------------- | ---------------- |
| H    | 58°26′24″S 177°34′48″E | 25,13            |
| K    | 59°49′12″S 176°51′36″E | 26,1             |
| M    | 61°45′00″S 175°14′24″E | 28,61            |